# Fürstenwalde-Waldfrieden
Fürstenwalde-Waldfrieden ist eine Ortslage und ein ehemaliger Gebäudekomplex im Nordosten der Stadt Fürstenwalde/Spree. Das Areal an der Steinhöfeler Chaussee 1 wurde ab dem Jahr 1900 zivil, zwischen 1945 und 1994 militärisch genutzt und existierte bis zum Jahr 2005. 

## Geschichte

### Heilanstalten Waldfrieden
Im Jahr 1899 wurde ein etwa 40 Hektar großes Gelände in der Nähe der Stadt Fürstenwalde/Spree vom Verein gegen den Missbrauch von geistigen Getränken Berlin e.V. erworben und schrittweise zu einer Heilanstalt für Alkoholkranke ausgebaut. Das Hauptgebäude wurde 1900 in Betrieb genommen. Nach finanziell schwierigen Anfangsjahren wurde die Trinkerheilanstalt Waldfrieden wegen der ruhigen, natürlichen Umgebung und wegen des geschulten Klinikpersonals zu einer der renommiertesten Trinkerheilanstalten Brandenburgs. Nach einigen Jahren erfolgten umfangreiche Ausbauten des Geländes. So wurden die Quartiere für Personal und Kranke sowie die Behandlungsräume erweitert und ein therapeutischer Bauernhof errichtet. Die Anstalt wurde zu einer Spezialklinik für Alkoholkranke unter psychischer Leitung ausgebaut, und auf den großen Freiflächen des Außengeländes wurde ein Park angelegt. 1935 wurde die Klinik zum Militärgebiet erklärt und der Klinikbetrieb eingestellt.

### Nutzung durch die Wehrmacht
1935 wurde der neue Flugplatz Fürstenwalde als Teil des Fliegerhorstes nördlich der Steinhöfeler Chaussee errichtet. Nach der Auflösung der Klinik wurde auf dem Gelände eine Kaserne der Luftwaffe errichtet. Dabei wurde das ehemalige Haupthaus der Anlage zum Krankenrevier und später zum Sitz des Kommandeurs der Kaserne. Die Kaserne erhielt mit ihrer Gründung einen eigenen Bahnanschluss. Der Komplex wurde um Wohnbereiche für Soldaten und Offiziere, um Garagen und Lagergebäude sowie um einen Sportplatz erweitert. Im nördlichen Teil der Anlage entstanden die Reparaturhallen und die Abfertigung des Flugplatzes. Trotz der starken Kämpfe bei der Schlacht um Berlin wurde das Areal mit Ausnahme des Flugplatzes kaum in Mitleidenschaft gezogen.

### Sowjetische und russische Nutzung
1945 besetzten die Sowjetischen Streitkräfte in Deutschland Waldfrieden und den restlichen Flugplatz. Bis zum Jahr 1957 wurde das Gelände nochmals um größere Lagerhallen und größere Mannschaftsunterkünfte für Soldaten erweitert. Ab 1992 wurde das Areal durch die Russischen Streitkräfte noch bis zur Auflösung der Kaserne weiterbetrieben. Im August 1994 wurden der Militärflugplatz und die ehemalige Luftwaffenkaserne außer Dienst gestellt.

### Entwicklung nach der militärischen Nutzung
Der Nordteil des Fliegerhorstes wurde weiterhin für die zivile Luftfahrt freigegeben. Das komplette ehemalige militärische Areal Waldfrieden wurde 1994 unter Verwaltung der Brandenburger Bodengesellschaft (BBG) gestellt und nicht, wie erwartet, wegen des schlechten Bauzustandes, von der Bundeswehr übernommen. Versuche, Waldfrieden wieder einer zivilen Nutzung zuzuführen, scheiterten wegen mangelnder Nachfrage. Von 2004 bis 2005 wurde Waldfrieden von militärischen Altlasten befreit und renaturiert. Bei der Renaturierung wurden alle Kasernengebäude südlich der Steinhöfeler Chaussee abgerissen. Lediglich Teile des ehemaligen Kellersystems und zwei Eingänge des Kellersystems blieben erhalten.

### Heutige Nutzung
Seit 2005 ist Waldfrieden Teil vom Stadtforst Fürstenwalde. Der Flugplatz Fürstenwalde wurde 2010 geschlossen und 2011 mit einem Solarpark überbaut. Seit Februar 2016 werden die Gebäude des ehemaligen Militärflughafens abgerissen.
Koordinaten: 52° 22′ 58″ N, 14° 5′ 32″ O